# 이석희 (1884년)
이석희(李錫僖, 1884년 음력 9월 3일 ~ 1945년 음력 1월 1일)는 대한제국과 일제강점기 초기의 관료로, 본관은 홍주이다.

## 생애
출신지는 충청남도 홍주군이며 대한제국 시대에 탁지부 사계주사, 일제 강점기에 강원도 참여관을 역임했던 이학규의 아들로 태어났다. 어릴 때는 한학을 공부하였으며, 관리가 된 후인 1906년에 한성사범학교에 입학하여 신학문을 배웠다.
1902년 7월에 판임관 6등으로 혜민원 주사가 되었으나, 곧 물러났다가 다음달에 대한제국 중추원 의관에 임명되었다. 한성사범학교 속성과를 졸업한 뒤에는 한성부에서 교사로 근무하였다.
한일 병합 조약 체결 전까지 서울 종로구 매동초등학교의 전신인 관립매동보통학교 부교원으로 재직했다. 관립학교 교원이라 품계 9품의 공무원이었다. 1910년 한일 병합 조약 체결로 조선총독부 관리로 이동하게 되었고, 경기도 영평군 서기로 발령을 받았다. 이후 강원도 횡성군과 원주군에서 서기로 근무했다.
군서기로 10년가량 근무한 끝에, 1920년 2월에 강원도 정선군 군수로 승진하여 총독부 군수가 되었다. 이후 영월군 군수로 전임하였고, 1926년 7월에 퇴직할 때까지 근무했다. 영월군수이던 1926년을 기준으로 정7위에 서위되어 있었다.
2008년 민족문제연구소가 발표한 친일인명사전 수록예정자 명단 중 관료 부문에 포함되었다.

## 참고자료
- 이석희(李錫僖) - 국사편찬위원회